# Acid Yellow 17
Acid Yellow 17 ist nach dem Colour Index (C.I.) der generische Name für einen Azofarbstoff aus der Gruppe der Säurefarbstoffe. Es ist ein gelber, gut wasserlöslicher Feststoff. Acid Yellow 17 wurde als Lebensmittelfarbstoff verwendet, ist aber heute nicht mehr zugelassen.